# Les Moreres (métro de Barcelone)
Les Moreres est une station de la ligne 9 du métro de Barcelone.

## Situation sur le réseau
La station se situe sous l'avenue Père Andreu de Palma (Avinguda del Pare Andreu de Palma), sur le territoire de la commune d'El Prat de Llobregat. Elle s'intercale entre les stations El Prat Estació et Mercabarna de la ligne 9 du métro de Barcelone.

## Histoire
La station ouvre au public le 12 février 2016, à l'occasion de la mise en service du tronçon sud de la ligne 9.

## Services aux voyageurs

### Accès et accueil
La station dispose de deux voies et deux quais latéraux équipés de portes palières.